# Fonte da Sereia (Lérida)
Fonte da Sereia (Lérida) (Fuente de la Sirena) é uma fonte que esta instalada no Parque dos Campos Elísios, em Lérida.
Inicialmente a fonte tinha uma crisálida, que foi removida em 1982, porque estava deteriorada, e colocada a sereia em seu lugar. A sereia está em cima de uma pedra na água e fica em uma concha. À volta da sereia, há um jardim cheio de flores.
É o monumento mais famoso do Parque.
Depois de La Seu Vella, a Fonte da Sereia é o local mais visitado em Lérida.